# والندورف (ایفل)
والندورف (به آلمانی: Wallendorf) یک شهر در آلمان است که در بیتبورگ-پروم واقع شده‌است.